# Les Gets
Les Gets es una comuna y localidad francesa situada en la región Ródano-Alpes, en el departamento de Alta Saboya, en el distrito de Bonneville. Es también una estación de esquí que forma parte del conjunto Portes du Soleil. 

## Geografía
Les Gets se encuentra al nivel del puerto de Les Gets, que separa el valle de Morzine, al norte, del de Taninges, al sur.  

## Historia
Las primeras noticias sobre la población se remontan al siglo XI. La principal actividad de la localidad, antes de convertirse en una localidad turística gracias a la estación de esquí, era la explotación de madera.

## Demografía
| 831 | 857 | 986 | 1 097 | 1 287 | 1 352 |
| Para los censos de 1962 a 1999 la población legal corresponde a la población sin duplicidades (Fuente: INSEE [Consultar]) |     |     |       |       |       |